# Luppokurun Lehto
Luppokurun Lehto este o arie protejată (arie specială de conservare — SAC, sit de importanță comunitară — SCI) din Finlanda întinsă pe o suprafață de 24 ha, integral pe uscat.

## Localizare
Centrul sitului Luppokurun Lehto este situat la coordonatele 68°15′55″N 23°20′16″E / 68.2653°N 23.3378°E.

## Înființare
Situl Luppokurun Lehto a fost declarat sit de importanță comunitară în august 1998 pentru a proteja un număr necunoscut de specii din flora spontană și fauna sălbatică aflate în arealul zonei. Situl a fost protejat și ca arie specială de conservare în aprilie 2015.

## Biodiversitate
Situată în ecoregiunea boreală, aria protejată conține 1 habitat natural: Păduri fino-scandinave bogate în ierburi cu Picea abies.
La baza desemnării sitului se află un număr nedeclarat de specii protejate.